# Iași Open
Lo Iași Open, noto per motivi di sponsorizzazione come UniCredit Iași Open e in precedenza come Concord Iași Open, BCR Iași Open, è un torneo professionistico di tennis maschile e femminile giocato sulla terra rossa. Inaugurato nel 2020 come torneo maschile facente parte dell'ATP Challenger Tour, nel 2022 si è giocata anche la prima edizione del torneo femminile, parte della categoria WTA 125. Si gioca annualmente sui campi della Baza Sportivă Ciric di Iași, in Romania. Nel 2024 il torneo femminile viene elevato di categoria, passando al livello WTA 250, sostituendo per i prossimi 3 anni di licenza il torneo di Budapest.

## Albo d'oro

### Singolare maschile
| Anno | Campione              | Finalista               | Punteggio        |
| ---- | --------------------- | ----------------------- | ---------------- |
| 2025 | Elmer Møller          | Titouan Droguet         | 3–6, 6–1, 7–6(2) |
| 2024 | Hugo Dellien          | Javier Barranco Cosano  | 6–1, 6–1         |
| 2023 | Hugo Gaston           | Bernabé Zapata Miralles | 3–6, 6–0, 6–4    |
| 2022 | Felipe Meligeni Alves | Pablo Andújar           | 6–3, 4–6, 6–2    |
| 2021 | Zdeněk Kolář          | Hugo Gaston             | 7–5, 4–6, 6–4    |
| 2020 | Carlos Taberner       | Mathias Bourgue         | 6–4, 7–6(4)      |

### Doppio maschile
| Anno | Campioni                                | Finalisti                             | Punteggio        |
| ---- | --------------------------------------- | ------------------------------------- | ---------------- |
| 2025 | Szymon Kielan Filip Pieczonka           | Cleeve Harper Ryan Seggerman          | 7–5, 6–3         |
| 2024 | Cezar Crețu Bogdan Pavel                | Karol Drzewiecki Piotr Matuszewski    | 2–6, 6–2, [10–4] |
| 2023 | Nicolás Barrientos Aisam-ul-Haq Qureshi | Gabi Adrian Boitan Bogdan Pavel       | 6–3, 6–3         |
| 2022 | Geoffrey Blancaneaux Renzo Olivo        | Diego Hidalgo Cristian Rodríguez      | 6–4, 2–6, [10–6] |
| 2021 | Orlando Luz Felipe Meligeni Alves       | Hernán Casanova Roberto Ortega Olmedo | 6–4, 6–4         |
| 2020 | Rafael Matos João Menezes               | Treat Conrad Huey Nathaniel Lammons   | 6–2, 6–2         |

### Singolare femminile
| Anno | Categoria | Campionessa        | Finalista          | Punteggio          |
| ---- | --------- | ------------------ | ------------------ | ------------------ |
| 2022 | WTA 125   | Ana Bogdan (1)     | Panna Udvardy      | 6–2, 3–6, 6–1      |
| 2023 | WTA 125   | Ana Bogdan (2)     | Irina-Camelia Begu | 6–2, 6–3           |
| 2024 | WTA 250   | Mirra Andreeva     | Elina Avanesjan    | 5–7, 7–5, 4–0 rit. |
| 2025 | WTA 250   | Irina-Camelia Begu | Jil Teichmann      | 6-0, 7-5           |

### Doppio femminile
| Anno | Categoria | Campionesse                           | Finaliste                       | Punteggio        |
| ---- | --------- | ------------------------------------- | ------------------------------- | ---------------- |
| 2022 | WTA 125   | Dar'ja Astachova Andreea Roșca        | Réka Luca Jani Panna Udvardy    | 7–5, 5–7, [10–7] |
| 2023 | WTA 125   | Veronika Erjavec (1) Dalila Jakupović | Irina Bara Monica Niculescu     | 6–4, 6–4         |
| 2024 | WTA 250   | Anna Danilina Irina Chromačëva        | Aleksandra Panova Jana Sizikova | 6–4, 6–2         |
| 2025 | WTA 250   | Veronika Erjavec (2) Panna Udvardy    | María Carlé Simona Waltert      | 7-5, 6-3         |